# Rodriguestaube
Die Rodriguestaube (Nesoenas rodericana, Syn.: Alectroenas rodericana) ist eine rezent ausgestorbene Art der Taubenvögel. Sie war eine endemische Art der Maskareneninsel Rodrigues auf die sich der Artzusatz rodericana bezieht. Die Art ist nur durch die Beschreibung von François Leguat aus dem Jahre 1708 und Julien Tafforet aus dem Jahre 1726 sowie einigen wenigen subfossilen Knochenfunden bekannt. Die Beschreibung von Julien Tafforet gilt als letzter Hinweis auf dieser Art. Der Astronom Abbé Guy Pingré beobachtete auf Rodrigues 1761 den Venustransit und notierte, dass keine Exemplare der Art mehr vorhanden sind. Sie müssen demnach zwischen Tafforets und Pingrés Besuch ausgestorben sein, vermutlich durch Bejagung, der Nachstellung durch Ratten und durch Waldrodung durch Schildkrötenjäger in den 1750er Jahren.

## Beschreibung
Nesoenas rodericana war kleiner als die Rosentaube (Nesoenas mayeri) und die Madagaskar-Turteltaube (Nesoenas picturata). Von den beiden Beobachtern der Art sind nur wenige Details überliefert. Nesoenas rodericana wurden als etwas kleiner als unsere Tauben, schieferfarben, fett und gut beschrieben. François Leguat berichtet davon, dass die Tauben sehr zahm und zutraulich waren. Mehrere Dutzend dieser Taubenvögel hätten während der im Freien eingenommenen Mahlzeiten darauf gewartet, gefüttert zu werden. Sie zeigten eine besonders große Vorliebe für Melonensamen. Nach Leguat sitzen sie auf Bäumen und bauen ihre Nester auf Bäumen. Bereits im Jahre 1693 nistete die Art nur noch auf kleinen Inselchen vor der Küste von Rodrigues und kamen nur zur Nahrungssuche auf die Hauptinsel. Die von Europäern versehentlich eingeführten Ratten auf Rodrigues verhinderten bereits zu diesem Zeitpunkt einen Nisterfolg auf der Hauptinsel.

## Systematik
Nesoenas rodericana wird auch als Rodrigues-Fruchttaube in die Gattung der Blauen Fruchttauben (Alectroenas) gestellt, allerdings zeigen der deutlich seitlich ausgerichtete Trabecula lateralis des Brustbeins und weitere unterschiedliche Merkmale den fehlenden Bezug zu Alectroenas. Eine auf der Untersuchung des Brustbeins basierende Zuordnung zu den Dolchstichtauben (Gallicolumba) durch Mourer-Chauviré et al. (1999) wurde durch neueres Material widerlegt und zeigt die Zugehörigkeit zu der von den Turteltauben (Streptopelia) abgespaltenen Gattung Nesoenas.